# Przedkocin
Przedkocin – przysiółek wsi Stary Kocin w Polsce położony w województwie śląskim, w powiecie częstochowskim, w gminie Mykanów.
W latach 1975–1998 przysiółek administracyjnie należał do województwa częstochowskiego.